# سیلکن لامن
سیلکِن لامَن (به انگلیسی: Silken Laumann) (زاده ۱۴ نوامبر ۱۹۶۴) قهرمان روئینگ اهل کانادا است.

## زندگی و حرفه
لامن در میسیساگا، تورنتو به دنیا آمد. او از سال ۱۹۷۶، جوایز متعددی از جمله یک مدال طلا قایقرانی چهارنفره در مسابقات قهرمانی ایالات متحده، دو مدال طلا قایقرانی تک نفره در بازی‌های پان آمریکن و همچنین یک مدال برنز قایقرانی دو نفره به همراه خواهرش دانیل در بازی‌های المپیک ۱۹۸۴ به دست آورد. در المپیک ۱۹۸۸ نیز به مقام هفتم قایقرانی دونفره رسید. لامن در سال ۱۹۸۹ از دانشگاه وسترن انتاریو با مدرک لیسانس هنر فارغ‌التحصیل شد. یک سال بعد با شرکت در مسابقات قهرمانی روئینگ جهان به مدال نقره دست پیدا کرد و در مسابقات جهانی سال ۱۹۹۱ نیز به مدال طلا رسید.
شاید بتوان گفت معروف‌ترین حادثهٔ زندگی لامن، در جریان تمرینات او برای بازی‌های المپیک تابستانی ۱۹۹۲ رخ داد. او یکی از شانس‌های مسلم برای گرفتن مدال طلا بود اما قایق او در ۱۵ می ۱۹۹۲ با قایق دونفره آلمانی (کولین فون اتینگس‌هاوزن و پتر هولتسن‌بای) به شدت برخورد کرد. علیرغم صدمات جدی به پای او، پس از پنج عمل و اقامت تقریباً سه هفته ای در بیمارستان، لامن در اواخر ژوئن به تمرینات روی آب بازگشت. وی بعدها در مورد این حادثه گفت:
آسیب دیدگی آنقدر بد به نظر می‌رسید که در واقع فکر می‌کردم ممکن است پایم را از دست بدهم، زیرا می‌توانستم استخوانم را ببینم.
سرانجام تلاش‌های او با کسب مدال برنز المپیک به ثمر نشست. لامن مدتی بعد توسط باشگاه کانادایی -یک برند ویسکی کانادایی- به عنوان کانادایی سال شناخته و برای حمل پرچم کانادا در مراسم اختتامیه بازی‌های المپیک انتخاب شد.
پس از یک سال غیبت برای ادامه درمان مصدومیت، لامن در سال ۱۹۹۴ مسابقات را از سر گرفت و در مسابقات قهرمانی روئینگ جهان سال ۱۹۹۵ مدال نقره را به دست آورد. او همچنین در بازی‌های پان آمریکن سال ۱۹۹۵ به عنوان بخشی از تیم قایقرانی چهارنفره مدال طلا گرفت، اما بعدها پس از مثبت شدن آزمایش سودوافدرین -که او ادعا کرد به دلیل مخلوط شدن با داروی سرماخوردگی به‌طور تصادفی آن را بلعیده‌است- از مدالش محروم شد. آخرین رقابت لامن در بازی‌های المپیک تابستانی ۱۹۹۶ بود، جایی که توانست مدال نقره را در قایقرانی تک نفره به دست آورد. او سه سال بعد یه طور رسمی بازنشستگی خود را اعلام کرد.
لامن در سال ۱۹۹۸ وارد تالار مشاهیر ورزشی کانادا شد و در سال ۱۹۹۹ مدال توماس کلر را به خاطر جایگاه برجسته بین‌المللی خود در رشته قایقرانی روئینگ دریافت کرد. همچنین در سال ۲۰۰۴ نیز به تالار مشاهیر ورزشی انتاریو راه یافت.
او هم‌اکنون در ویکتوریا، بریتیش کلمبیا زندگی و به عنوان سخنران عمومی فعالیت می‌کند.